# 2MASS J01033563−5515561
Étoile binaire
2MASS J01033563-5515561 est un système à trois corps composé d'une étoile binaire centrale entourée d'une planète très massive.

## Système
|  | A |
|  |   |
|  | B |
|  |   |

|  | (AB) b |
|  |        |

|  | A |
|  |   |
|  | B |
|  |   |

|  | (AB) b |
|  |        |

Le système est constitué de trois composantes :
- une paire d'étoiles au centre :
  - 2MASS J01033563-5515561 A,
  - 2MASS J01033563-5515561 B ;
- 2MASS J01033563-5515561 (AB) b, une planète en orbite autour de la paire d'étoiles.